# Oliviu Crâznic
Oliviu Crâznic (n. 1 noiembrie 1978, Lupeni) este un consilier juridic, jurnalist cultural, critic literar, conferențiar și scriitor de literatură fantastică român.

## Scurtă biografie
Oliviu Crâznic locuiește actualmente în București. Consilier juridic de profesie, membru al Uniunii Colegiilor Consilierilor Juridici din România și absolvent al cursurilor de formare a mediatorilor organizate de Asociația ProMedierea, a debutat în beletristică în anul 2010, cu romanul gotic  ... și la sfârșit a mai rămas Coșmarul, considerat de revista culturală Familia un moment important în literatura gotică românească .  Ulterior, a publicat numeroase povestiri fantastice și științifico-fantastice, precum și articole, eseuri, interviuri, cronici de carte etc.

## Opere

### Volume proprii
- ...Și la sfârșit a mai rămas coșmarul (roman gotic, Ed. Vremea, 2010; ediție în format electronic, Ed. Vremea, 2012): o poveste de epocă, cu vampiri, bazată pe legende medievale [4]
- Ceasul fantasmelor (Ed. Crux Publishing, 2015)

### Antologii editate și contribuții la diverse publicații
- Dincolo de noapte. 12 fețe ale goticului (antologie de povestiri gotice, Ed. Millenium Books, 2012 - editor)[5]
- Biblioteca Galileo nr. 2 (revistă format e-book, Ed. Millennium Books, 2012)
- Dublu tăiș:Spiridușii albi. Casa corăbierului (în colaborare, format e-book, 2013) [6][7]
- Dublu tăiș: Vremea lupului (în colaborare, format e-book, 2013)
- Dublu tăiș: Tenebre și stafii (în colaborare, format e-book, 2013)
- Dincolo de noapte. Povestiri gotice (antologie de povestiri gotice, Ed. Millenium Books, 2014, format electronic - editor)
- Metamorfoze (antologie de povestiri gotice și fantasy scrise de autori români și de maeștri ai literaturii universale: Algernon Blackwood, Oliviu Crâznic, Arthur Conan Doyle, Robert E. Howard, Rudyard Kipling, H. P. Lovecraft, George MacDonald, Guy de Maupassant, Șerban Andrei Mazilu, Saki, Hugh Walpole,  Ed. Crux Publishing, 2015 - coeditor și cotraducător)
- povestiri gotice, sf și fantasy publicate în numeroase reviste și antologii: Steampunk - A doua revoluție (Ed. Millennium Books, 2011); Premiile Galileo 2011 (Ed. Millennium Books, 2011); Balaurul și miorița (Ed. Eagle Publishing House, 2011); Alertă de gradul zero în proza scurtă românească actuală (Ed. Herg Benet, 2011); Premiile Galileo 2012 (Ed. Millennium Books, 2012); Galileo Science Fiction & Fantasy nr. 4 (Ed. Millennium Books, 2012), Almanahul Anticipația (2013, 2014, 2015), Anticipația CPSF - serie nouă (nr. 3/2013, nr. 18/2014), Antologia Centenarium StrING (Ed. Tornada, 2018), UtopIQa nr. 1, 2 (2020) și 7 (2021), Almanah UtopIQa (Ed. Eagle, 2021), Revista Societății Române de Science Fiction și Fantasy SRSFF, Apostrof (revistă) etc.[8]

### Nuvele și povestiri
- "Ultima clepsidră"
- "Însângerată, luna"[9]
- "Ermengaarde Saga 1: Mascarada învinșilor"[10]
- "Ermengaarde Saga 2: Transport periculos"[11][12]
- "Ermengaarde Saga 3: Domini Canes" [13]
- "Ermengaarde Saga 4: Edana Rose" [14]
- "Ermengaarde Saga 5: Echilibru" [15]
- "Trecătoarea" [16]
- "Ellen Lee" [17]
- "Pivnițele Palatului Charron"
- "Spiridușii albi"[6]
- "Anna Lise"
- "Lenore Arras"
- "Întoarcerea în moarte"
- "Alberto" [18]
- "Imora"
- "The Losers Masquerade (The Ermengaarde Saga Series, Issue 1)"[19]
- "Dangerous Cargo (The Ermengaarde Saga Series, Issue 2)"[20]
- "Last Hourglass"[21]
- "Beneath The Charron Palace (The Nightmare Epic Cycle)"[22]
- "Ellen Lee (English Version)"[23]
- "Natură moartă"[24]
- "Ultimele ore ale lui Conrad Lorenz"[25]

### Non-ficțiune
Oliviu Crâznic este, de asemenea, autorul a numeroase editoriale, articole, recenzii, eseuri, interviuri în reviste literare românești și internaționale (Ziarul Financiar, Anticipația CPSF-serie nouă (2013) , Puterea, Cover of Darkness, Bloodbond, Europa SF  etc.), apreciate inclusiv la nivel academic . În prezent deține rubrica de analiză, critică și istorie literară „Studii fantastice” în revista culturală Egophobia, unde a scris, printre altele, despre „Fantasticul delimitat” , „Fantasticul histrionic”, „Fantasticul feeric”, „Bătrânețe fără de moarte?”, „Gomes Leal și semnul misterului”, „Un studiu în cruce: Spiritualitate gotico-romantică în postmodernismul existențialist?”, „Literatura științifico-fantastică și căutarea (modelarea?) viitorului”, „Aleksandr Pușkin, Dama de pică”, „Straniul caz al Doctorului Eliade și al Domnișoarei Christina” , „Cezar Petrescu și motivul literar al moartei neliniștite” . Este colaborator al Apostrof (revistă), revistă publicată de Uniunea Scriitorilor din România, în care a publicat cronică de carte și a contribuit cu răspunsuri literare la anchete jurnalistice: „D. Iacobescu: Destin în penumbră”, „Un ideal fragmentat și o speranță vie”, „Revenirea marxismului”, „Existențialism: doctrină și reflexii”, „Arca romanului românesc ” , „Pandemia... ” ,  „Ce-am făcut noi în literatura română din decembrie `89 până astăzi? ” , „30 de ani de la căderea totalitarismului socialist” , „Viața online” ,  „Țineți jurnal?” . A fost publicat și în NOEMA, revistă aparținând instituției Academia Română („Teoria colapsului civilizației în literatura anticipativă de avertisment”).

## Premii
- Premiul Visul 2010 pentru Cel mai bun roman publicat în 2009-2010 [49]
- Premiul Galileo 2011 pentru Cel mai bun volum SF&Fantasy publicat în 2010 [49]
- Premiul ProLiteratura 2011 pentru Cel mai interesant roman [49]
- Premiul Societății Europene de Science Fiction și Fantasy - Eurocon Encouragement Award Zagreb 2012 [50]
- Finalist la Premiile Romcon 2012 și Galileo 2012, secțiunea Cea mai bună povestire publicată în 2011
- Premiul III la Concursul național de proză scurtă s.f. Helion 2012 [51]
- Nominalizare la Premiile Vladimir Colin 2014 - Secțiunea Texte de frontieră [52]
- Premiul Romcon 2015 - Secțiunea Articol [53]